# 工艺验证
工艺验证（英文：Process validation）或称过程验证，是指：将产品设计和生产过程中收集的数据进行分析，以确认既定工艺能够可靠地生产出符合既定标准的产品。EMA和FDA等监管机构已经发布了与工艺验证相关的指南。工艺验证的目的是确保在可控的工艺条件下，均可生产出一致且优质的产品。工艺验证是一个持续的过程，需不断地在生产中收集反馈信息，并经常进行工艺参数调整。由于质量不可长期依赖于成品检验，因此生产工艺中端到端的验证对于确定产品质量至关重要。工艺验证可分为三个步骤：工艺设计、工艺确认和持续工艺验证。

## 工艺设计
工艺设计是工艺验证三个阶段中的第一步，在工艺设计阶段，需收集和分析开发阶段的数据以确定商业化生产工艺。通过对商业化工艺中端到端的系统过程的理解，可建立质量规范的框架，并基于此框架确定控制策略，建立质量和生产控制标准。

### 实验设计
实验设计（Design of experiments，DOE）用于快速发现工艺参数与实验结果之间的联系，以及产生偏差（Variation）的原因。实验设计也可进行成本效益分析，并确定是否有必要优化工艺参数以达到降本增效。

### 质量源于设计 (QbD)
美国食品药品监督管理局（FDA）于2007年推出关于药品质量研究的报告：“21世纪药品质量：基于风险的方法”。在过去几年中，FDA已将QbD的概念贯彻到审批上市药物的流程中。QbD概念的核心是将质量设计入产品：理解产品与其生产过程，以及开发与生产中存在的风险，并如何最大程度地降低这些风险。在此之前，药物公司经历了“质量源于分析”（Quality by analysis）和“质量源于生产”（Quality by production）的过程，其分别着重强调：药品质量关键在于药品生产和放行前的分析手段，或药品质量关键在于药品的生产环节。

### 过程分析技术
过程分析技术（Process analytical technology, PAT）在工艺验证中，用于测量工艺中的关键工艺参数（Critical processs parameter, CPP）和原料药的关键质量属性 (Critical quality attribute, CQA)。PAT有助于实时且定量地测量出生产中存在的偏差，并与相关生产中的反馈数据一同进行分析。 PAT也可用于设计工艺阶段中的工艺确认。

### 关键工艺参数
关键工艺参数（CPP）是指：能持续生产产品，且产品均符合目标质量要求的工艺操作参数。

### 关键质量属性
关键质量属性（CQA）是指：最终产品中可定义、可测量和可持续监控的化学、物理、生物和微生物属性，以确保产出的产品质量在可接受的范围内。产品的CQA是生产控制策略的关键要素，应在工艺验证的第1阶段，即工艺设计环节中确定。在工艺设计阶段，应建立以下要素：可接受的限度、基线、数据收集和测试方法。工艺设计的数据和生产中收集的数据应由生产者存档，并用于评估产品质量和过程控制。历史数据还有助于生产者更好地认识和评价操作流程和工艺参数，并确认与质量标准不符的相关偏差。如果发现产品出现严重的质量问题，则使用历史数据进行分析和对比，这对于理解问题缘由及实施相关的变更措施至关重要。

## 工艺确认
工艺确认（Process qualification）是工艺验证的第二个阶段，在此阶段需评估工艺设计，以确定其能否满足既定的产品标准和可重复性的要求。该阶段中，所有生产过程和制造设备都需经过验证，以确认其质量和生产能力。然后评估关键质量属性，并考量关键工艺参数，从而确认该工艺生产出的产品质量符合要求。一旦成功完成工艺确认阶段，就可以开始正式生产。

## 持续工艺验证
持续工艺验证（Continued process verification）或持续工艺确证，是工艺验证的第3阶段，其是指：对生产周期的各个方面进行持续的监控和总结，并始终保证所有的生产工艺均处于受控状态。持续工艺验证旨在：确保所有级别的生产均受到控制和监管。通过既定工艺产生的偏差数据，以及最终产品的异常数据均使用过程分析数据库系统进行记录和分析。FDA要求生产者需按要求记录所有的生产记录（FDA要求：§211.180-e）。
欧洲药品管理局定义并推广了新的验证方式，称为连续工艺验证（Ongoing process verification）。EMA推荐使用此法作为工艺验证的替代方案，可连续地对工艺进行考察。连续工艺验证可实时地分析关键过程参数和关键质量属性，以确认生产过程始终保持在可接受的水平内，并符合ICH Q8、药品质量体系和良好生产规范设定的标准。